# Queer Lisboa
Queer Lisboa ist ein 1997 gegründetes schwul-lesbisches Filmfestival in Lissabon, das jährlich im September im Cinema São Jorge stattfindet.

## Geschichte

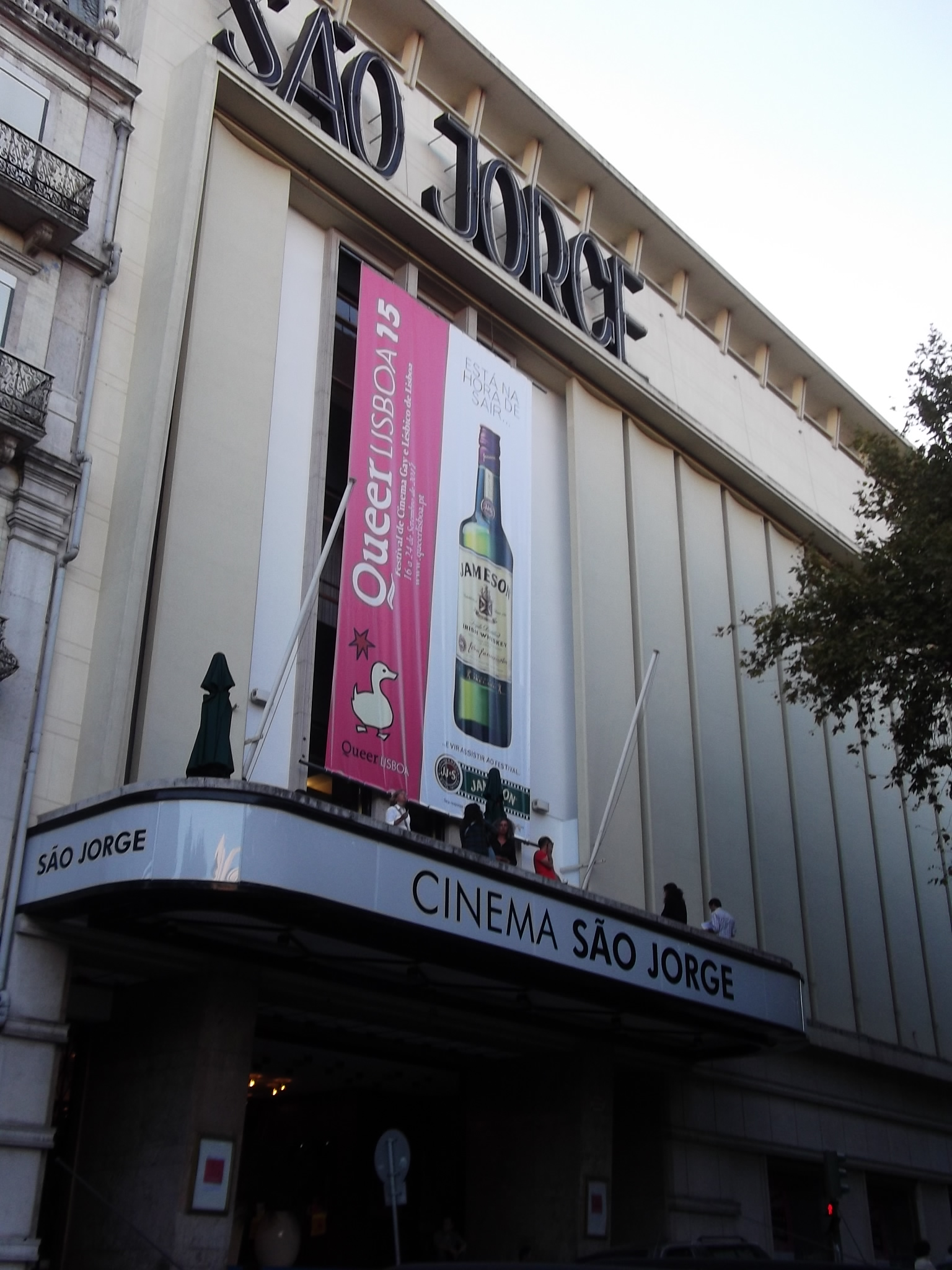
Das Cinema São Jorge in Lissabon zum 15. Queer Lisboa (2011).

Es ist das älteste Filmfestival Lissabons und das einzige Festival des schwul-lesbischen Films in Portugal. Es wurde 1997 gegründet.
2011 besuchten 8.000 Zuschauer das Festival, auf dem während neun Tagen 84 Filme aus 30 Ländern liefen.

## Wettbewerbe
- Bester Spielfilm (Bester Film 1.000 Euro, Beste Schauspielerin, bester Schauspieler)
- Bester Dokumentarfilm (Preis der RTP2 3.000 Euro)
- Bester Kurzfilm (Publikumspreis 500 Euro)

Dazu laufen außerhalb des Wettbewerbs Filme in verschiedenen Kategorien, etwa „Queer Art“ für Filme mit Kunst-Thematiken, „Queer Pop“ für Videoclips und Musik-Dokumentarfilme, oder die „Noites Hard“ („Hard-Nächte“), für Filme am Rande des Zeigbaren aus dem Bereich der Sexualität.

## Gewinner 2011

### Bester Spielfilm
Jury: Beatriz Batarda, Sam Ashby und Albano Jerónimo
- Bester Film: Rosa Morena – Regie: Carlos Oliveira
- Bester Hauptdarsteller: Robert Farias in Mi Último Round (Regie: Julio Jorquera)
- Beste Hauptdarstellerin: Corinna Harfouch in Auf der Suche (Regie: Jan Krüger)

### Bester Dokumentarfilm
Jury: Miguel Gonçalves Mendes, Claudia Mauti und Franck Finance-Madureira
- Bester Film: I Am – Regie: Sonali Gulati

### Bester Kurzfilm
Publikumspreis
- Bester Film: Eu Não Quero Voltar Sozinho – Regie: Daniel Ribeiro